# Thyllis turgida
Thyllis turgida är en tvåvingeart som beskrevs av Wilhelm Ferdinand Erichson 1840. Thyllis turgida ingår i släktet Thyllis och familjen kulflugor. Inga underarter finns listade i Catalogue of Life.